# Artistique-Europameisterschaft 1980

Logo CEB (ausrichtender Verband)

Veranstaltungsort:
Zürich

Die Billard-Artistique-Europameisterschaft 1980 war das 23. Turnier in dieser Disziplin des Karambolagebillards und fand vom 10. bis zum 13. Januar 1980 in Zürich statt.

## Modus
Gespielt wurden 76 verschiedene Figuren mit verschiedenen Punktewertungen. Jeder Teilnehmer hatte pro Figur drei Versuche. Die maximale Punktzahl betrug 500 Punkte.

Gewertet wurde wie folgt:
1. Punkte = Erzielte Punkte
2. Versuche = Anzahl der gespielten Versuche
3. gelöste Figuren = gelöste Figuren
4. HS = Punkte der nacheinander gelösten Figuren
5. % = Prozentual gelöste Figuren

## Abschlusstabelle
| Platz                        | Name                | Punkte | Versuche | gel. Figuren | HS | %       |
| ---------------------------- | ------------------- | ------ | -------- | ------------ | -- | ------- |
| 1                            | Léo Corin           | 320    | 165      | 52           | 94 | 64,00 % |
| 2                            | Claudio Nadal       | 272    | 166      | 45           | 57 | 54,40 % |
| 3                            | Raymond Steylaerts  | 272    | 176      | 45           | 38 | 54,00 % |
| 4                            | Valentin Almerich   | 251    | 187      | 42           | 36 | 50,20 % |
| 5                            | Gérard Mouradian    | 246    | 179      | 41           | 36 | 49,20 % |
| 6                            | Cees van Oosterhout | 219    | 184      | 36           | 18 | 43,80 % |
| 7                            | Werner Hutmacher    | 175    | 194      | 31           | 16 | 35,00 % |
| 8                            | Julio Gil           | 156    | 190      | 29           | 17 | 31,20 % |
| 9                            | Giuseppe Tomsich    | 146    | 197      | 25           | 24 | 29,20 % |
| Turnierdurchschnitt: 45,71 % |                     |        |          |              |    |         |